# KRTAP19-5
KRTAP19-5 (англ. Keratin associated protein 19-5) – білок, який кодується однойменним геном, розташованим у людей на довгому плечі 21-ї хромосоми. Довжина поліпептидного ланцюга білка становить 72 амінокислот, а молекулярна маса — 7 624.
| 10         |  | 20         |  | 30         |  | 40         |  | 50         |
| ---------- |  | ---------- |  | ---------- |  | ---------- |  | ---------- |
| MNYYGNYYGG |  | LGYGYGGFDD |  | LGYGYGCGCG |  | SFRRLGYGGG |  | YGGYGYGSGF |
| GGYGYRSCRP |  | SCYGGYGFSG |  | FY         |  |            |  |            |

C: Цистеїн

D: Аспарагінова кислота

F: Фенілаланін

G: Гліцин

L: Лейцин

M: Метіонін

N: Аспарагін

P: Пролін

R: Аргінін

S: Серин